# Narycia scotinopis
Narycia scotinopis är en fjärilsart som beskrevs av Edward Meyrick 1897. Narycia scotinopis ingår i släktet Narycia och familjen säckspinnare. Inga underarter finns listade i Catalogue of Life.